# Ekranoplan
Et ekranoplan ((russisk): Экраноплан) er et vinget luftfartøj, der svæver over vandoverfladen i få meters højde på en luftpude skabt mellem fartøjet (og dets vinger) og en underliggende plan overflade, såsom fladt land eller stille vand. Navnet stammer fra russisk, idet de største af slagsen er blevet udviklet af det daværende Sovjetunionen, med klare militære hensigter.
Luftpudeeffekten er så kraftig at vingerne kan gøres meget kortere end hvad der er nødvendigt for tilsvarende store fly, hvilket kan give dem et pudsigt udseende af en stor flyvebåd med det meste af vingerne savet af. Tilsvarende, med en motorkraft på linje med almindelige fly, kan et ekranoplan gøres større og bringes til at transportere meget større laster.
Sovjetunionen byggede en række forskellige modeller, men udviklingen af denne teknologi er på det nærmeste gået i stå.
- A-90 Orlyonok på 'Museum of the Navy', Moskva
- Illustration af et ekranoplan
- Russisk ekranoplan “Aquaglide 2” ved Berlin Air Show ILA2006
- Model af ekranoplan
- Ekranoplan Tungus